# Renan (Berna)
Renan (en alemán Rennen) es una comuna suiza del cantón de Berna, situada en el distrito administrativo del Jura bernés. Limita al norte con la comuna de La Ferrière, al este con Sonvilier, al sur con Val-de-Ruz (NE), y al oeste con La Chaux-de-Fonds (NE).
Hasta el 31 de diciembre de 2009 situada en el distrito de Courtelary.

## Historia
De 1797 a 1815, Renan perteneció a Francia, la comuna forma parte del departamento de Monte Terrible, y a partir de 1800, al departamento del Alto Rin, al cual el departamento de Monte Terrible fue anexado. En 1815, luego del Congreso de Viena, el territorio del antiguo Obispado de Basilea fue atribuido al cantón de Berna. 
Actualmente la comuna es parte de la región del Jura bernés, la parte francófona del cantón de Berna.

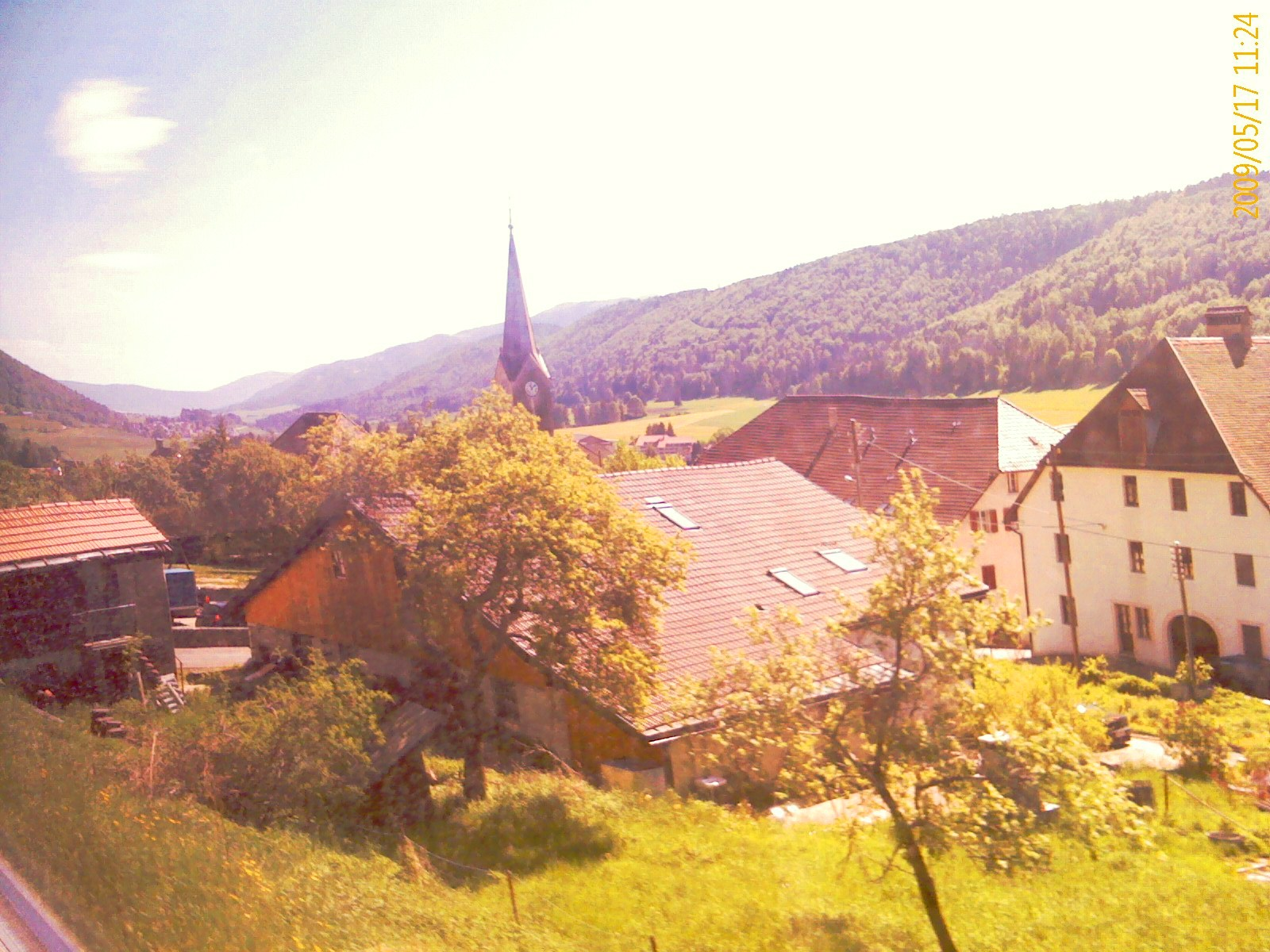
Renan